# Tuymazy (huyện)
Huyện Tuymazy (tiếng Nga: ? райо́н) là một huyện hành chính tự quản (raion), của Bashkortostan, Nga. Huyện có diện tích 13 km², dân số thời điểm ngày 1 tháng 1 năm 2000 là 63400 người. Trung tâm của huyện đóng ở Tuymazy.